# Лухононо
Лухононо (Luhonono, до 2013 года — Шукманнсбург, нем. Schuckmannsburg) — сельское поселение на северо-востоке Намибии, бывший административный центр региона.
Лухононо расположен в восточной части области Замбези, в 1 км к югу от реки Замбези, в 65 км к востоку от столицы региона Катима-Мулило.

## История
Поселение было основано 7 февраля 1909 года Куртом Штрайтвольфом как «императорская резиденция» и получило название Шукманнсбург в честь тогдашнего губернатора Германской Юго-Западной Африки Бруно фон Шукманна. Целью основания поселения в таком отдалённом месте было создание организации власти колониальной администрации и утверждение немецкого владения Полосой Каприви на всём её протяжении.
Полоса Каприви была присоединена к немецкой колонии в 1890 году согласно Занзибарскому договору. Имперский резидент Штрайтвольф, имея под командой трёх немецких унтер-офицеров и несколько туземных солдат-аскеров, начал ставить здания, картографировать местность и развивать местную администрацию.
В 1911 году Штрайтвольфа на посту резидента сменил Виктор фон Фланкенберг-Прошлиц. В свою очередь, Штрайтвольф получил статус начальника округа.
В 1914 году, после начала Первой Мировой войны, Виктор фон Фланкенберг-Прошлиц без боя сдал Шукманнсбург отряду Британской Южно-Африканской полиции. Администратором региона стал английский капитан Изон.
После окончания Первой Мировой войны Германская империя была лишена всех своих африканских владений. Власть над регионом вновь перешла в руки британцам. В 1937 году административный центр региона был перенесён в нынешнюю столицу области Замбези Катима-Мулило, и Шукманнсбург утратил своё политическое значение. Многие здания в Шукманнсбурге были даже разобраны на кирпичи для использования в строительстве новой столицы.
Современный Шукманнсбург состоит преимущественно из деревянных хижин. От немецкой колониальной эпохи сохранилось лишь одно кирпичное здание площадью около 12 м². 9 августа 2013 года намибийское правительство переименовало поселение в Лухононо.